# Tetrops starkii
Tetrops starkii es una especie de escarabajo longicornio del género Tetrops, tribu, Tetropini, subfamilia Lamiinae. Fue descrita por Chevrolat en 1859.

## Descripción
Mide 3-6 mm de longitud.

## Distribución
Se distribuye por Alemania, Inglaterra, Austria, Azerbaiyán, Bielorrusia, Bélgica, Bosnia y Herzegovina, Bulgaria, Croacia, Dinamarca, España, Estonia, Francia, Alemania, Grecia, Hungría, Italia, Letonia, Lituania, Macedonia, Montenegro, Países Bajos, Noruega, Polonia, Rumania, Rusia europea, Serbia, Eslovaquia, Eslovenia, Suecia, Chequia y Ucrania.